# Norm Macdonald
Norman Gene "Norm" Macdonald (født 17. oktober 1959, død 14. september 2021) var en canadisk stand-up komiker og skuespiller.